# Salto
Salto este un oraș în São Paulo (SP), Brazilia.